# Institut congolais pour la conservation de la nature
L’Institut congolais pour la conservation de la nature (ICCN) est l’établissement public s’occupant des parcs nationaux au Congo-Kinshasa.
Depuis novembre 2022, le  Directeur Général de l'Institut Congolais pour la Conservation de la Nature est Monsieur  Yves Milan Ngangay, son Adjoint est Monsieur Théophile Difuma et le Président du Conseil d'Administration est Monsieur Bernard Mikobi Mikobi.

## Histoire

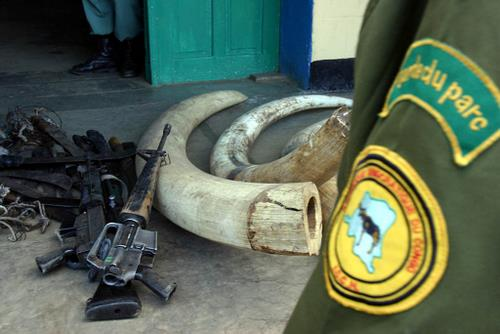
Armes et ivoires saisis par l'ICCN en 2003.

La conservation classique de la nature en République Démocratique du Congo (RDC) remonte à l’époque coloniale lorsque furent notamment érigés en 1900 les Jardins botaniques d’Eala dans la Province de l’Equateur et de Kisantu dans la Province du Kongo Central (Conservation ex situ) et plus tard, en date du 21 avril 1925, le Parc Albert (l’actuel Parc National des Virunga), premier Parc National au Congo dans la Province du Nord-Kivu, et en Afrique (Conservation in situ).
En 1934 est créé l’Institut des Parcs Nationaux du Congo-Belge (IPNCB) afin de gérer les aires protégées érigées pendant la période coloniale.
En 1967, l’IPNCB fut renommé ‘’Institut National de la Conservation de la Nature ‘’ (INCN) et par la suite ‘’Institut Zaïrois pour la Conservation de la Nature’’ (IZCN) par Ordonnance-loi n°75-023 du 22 juillet 1975.
Son statut fut modifié et complété par la loi n°78-190 du 5 mai 1978 portant statut d’une entreprise publique dénommée Institut Zaïrois pour la Conservation de la Nature (IZCN) et régi par la loi cadre n°78-002 du 6 février 1978 portant dispositions générales applicables aux entreprises publiques. A ce titre, l’lZCN jouissait d’une personnalité juridique propre avec une autonomie de gestion financière et administrative.
Ce n’est qu’en 1997, lorsque la République du Zaïre redevint République Démocratique du Congo, que l’Institut pris son nom actuel d’Institut Congolais pour la Conservation de la Nature, en sigle ICCN.
Depuis 2010, l’ICCN a été transformé en un établissement public au terme du Décret n°10/15 du 10 avril 2010 qui a fixé ses statuts et défini son objet social.
Ainsi, il est aussi régi par la Loi n°08/009 du 07 Juillet 2008 portant dispositions générales applicables aux établissements publics. Et comme par le passé, l’ICCN jouit d’une personnalité juridique propre avec une autonomie de gestion financière et administrative.